# Roger de Wendover
Roger de Wendover (décédé le 6 mai 1236), probablement originaire de Wendover, dans le Buckinghamshire, était un chroniqueur anglais du XIIIe siècle.
À une date incertaine, il devint moine à l’abbaye de Saint-Alban. Par la suite il fut nommé prieur de l’abbaye de Belvoir, dignité qu’il dut abandonner dans les premières années du règne d’Henri III, après avoir été reconnu coupable d’avoir dissipé les biens de l’Église. Il passa ses dernières années à Saint-Alban, où il mourut le 6 mai 1236.

## Biographie
Il est le premier d’une longue lignée de chroniqueurs importants qui ont travaillé à Saint-Alban. Sa chronique la plus connue porte le nom de Flores Historiarum (Les Fleurs de l'Histoire). Cette chronique se fonde en grande partie sur le matériel qui existait déjà à Saint-Alban. Le noyau même de la première partie des Fleurs de l'Histoire de Roger de Wendover est censé avoir été la compilation de Jean de Cella (connu aussi sous le nom de Jean de Wallingford), qui avait été abbé de Saint-Alban de 1195 à 1214, sans que cela soit guère certain.
Le travail de Jean de Cella a commencé à partir de l’année 1188, et a été révisé et continué par Roger de Wendover jusqu’en 1235, l’année qui a précédé sa mort. Dans sa préface Roger de Wendover assure avoir puisé « dans les livres des écrivains catholiques dignes de foi, tout comme des fleurs de couleurs différentes sont cueillies dans différents champs ». C’est pour cette raison qu’il a appelé son travail Flores Historiarum – un titre approprié au XIVe siècle pour une longue compilation par différents auteurs. Commencé à Saint-Alban, l’ouvrage a été finalement achevé à Westminster en se fondant sur la Chronique de Matthieu Paris qui s’est continuée jusqu’en l’année 1326. Ce travail a été longtemps attribué à un certain « Matthieu de Westminster », mais on sait maintenant qu’il n’a jamais existé aucun chroniqueur de ce nom.
L’intérêt du travail de Roger de Wendover, cependant, ne réside pas tant dans ce qu’il a recueilli chez des écrivains antérieurs que dans sa narration complète et vivante des événements contemporains, de 1216 à 1235, y compris la signature de la Grande Charte. Un exemple en est sa description de l’action des troupes du roi Jean dans le Nord pendant la guerre cruelle qui eut lieu à la fin de son règne :

« Toute la terre était couverte de ces suppôts du diable ; on aurait dit des sauterelles qui s’étaient réunies dans le but d’effacer tout sur la surface de la terre : car, s’élançant en brandissant des épées et des poignards, ils ravageaient les villes, les maisons, les cimetières et les églises, dérobant tout le monde, n’épargnant ni les femmes ni les enfants. »

La Révélation de saint Nicolas à un moine d’Evesham a été composée en 1196, mais l’auteur est inconnu. Sous une forme abrégée, elle se trouve dans les Flores Historiarum de Roger de Wendover sous l’année 1196. Il s’agit d’une étrange allégorie religieuse, dont le sujet est le pèlerinage d’une âme depuis la mort jusqu’au ciel en passant par le purgatoire. Le moine, conduit par saint Nicolas, est mené d’un endroit à l’autre dans le purgatoire, où il rencontre des personnes de divers rangs et s’entretient avec elles ; elles lui racontent leurs histoires et leurs souffrances. Du purgatoire, il avance lentement vers le paradis, et atteint enfin les portes du ciel, après quoi il se réveille.

## Œuvres
Le travail de Roger de Wendover nous est connu grâce à un manuscrit du XIIIe siècle à la bibliothèque Bodléienne (manuscrit Douce 207), une copie mutilée du XIVe siècle de la British Library (manuscrit Cotton Otho B. v), et l’édition due à Matthieu Paris qui forme la première partie de la Chronica Majora de cet auteur (éd. Henry Richards Luard, Rolls Series, sept volumes). La meilleure édition des œuvres de Roger de Wendover est celle de H. O. Coxe (quatre volumes, Londres, 1841-1844), il en existe une autre (de 1154) dans la Rolls Series de H. G. Hewlett (trois volumes, 1886-1898).